# Taulisa koepckei
Taulisa koepckei is een hooiwagen uit de familie Gonyleptidae.